# قرار مجلس الأمن التابع للأمم المتحدة رقم 787
قرار مجلس الأمن التابع للأمم المتحدة رقم 787، المعتمد في 16 تشرين الثاني / نوفمبر 1992، بعد إعادة التأكيد على القرار 713 (1991) وجميع القرارات اللاحقة بشأن هذا الموضوع، دعا المجلس الأطراف في البوسنة والهرسك إلى النظر في مشروع الخطوط العريضة للدستور كأساس للتفاوض بشأن التسوية السياسية للنزاع في البلاد، ومضى إلى فرض المزيد من العقوبات الدولية على جمهورية يوغوسلافيا الاتحادية (صربيا والجبل الأسود).
ومضى المجلس يؤكد من جديد أن الاستيلاء على الأراضي بالقوة، ولا سيما ممارسة التطهير العرقي، أمر غير مقبول، داعياً جميع الأطراف إلى احترام السلامة الإقليمية للبوسنة والهرسك، وأكد أن أي كيانات أعلنت من جانب واحد أو فرضت ترتيبات مخالفة منها لن يتم قبولها. كما أدان جميع الأطراف في البوسنة والهرسك، وخاصة القوات شبه العسكرية لصرب البوسنة، لرفضها الامتثال لقرارات مجلس الأمن السابقة. وطالب المجلس أيضاً بوقف جميع التدخلات الخارجية في البوسنة والهرسك، بما في ذلك اشتراط سحب جميع القوات، ولا سيما عناصر الجيش الكرواتي، أو حلها أو نزع سلاحها، داعيا جميع الأطراف إلى الوفاء بالتزاماتها بتنفيذ قرار فوري. وقف الأعمال العدائية والتفاوض في مجموعة العمل العسكرية المختلطة وإنهاء الحصار المفروض على سراييفو ومدن أخرى.
وأدان القرار مجددًا انتهاكات القانون الدولي، بما في ذلك التطهير العرقي وعرقلة المساعدات الإنسانية، ورحب بإنشاء لجنة الخبراء بموجب القرار 780 (1992)، وطالبها بالتحقيق النشط في الانتهاكات بموجب اتفاقيات جنيف . بعد ذلك، قرر المجلس، بموجب الفصل السابع من ميثاق الأمم المتحدة، توسيع نطاق العقوبات الدولية ضد جمهورية يوغوسلافيا الاتحادية بحيث تنطبق على السفن التي لها مصلحة في الجمهورية الاتحادية أو تعمل انطلاقا منها، داعياً الدول إلى ضمان عدم تحويل الصادرات إلى البلاد بالمخالفة للقرار 757 (1992). كما طالب باتخاذ إجراءات تتناسب مع الظروف الحالية لوقف الشحن البحري الداخلي والخارجي لتفتيش شحناتهم ووجهاتها والتحقق منها والتأكد من التنفيذ الدقيق للقرارات السابقة. وفي هذا الصدد، أشاد المجلس بالدول المشاطئة التي تتصرف وفق قرارات مجلس الأمن.
ثم طلب القرار من الدول المعنية التنسيق مع الأمين العام بطرس بطرس غالي لتسهيل مراقبة الامتثال للقرار الحالي، وتقديم أي مساعدة عند الحاجة. وفيما يتعلق بالوضع الإنساني، حث المجلس المانحين والمنظمات الدولية على المساهمة في جهود الإغاثة في يوغوسلافيا السابقة، داعيًا إلى التعاون الكامل مع قوة الحماية التابعة للأمم المتحدة لضمان إيصال المساعدات الإنسانية بشكل آمن إلى السكان المتضررين. كما دعا الأمين العام إلى أن ينظر، بالتشاور مع مفوض الأمم المتحدة السامي لشؤون اللاجئين والوكالات الأخرى، في إمكانية تعزيز «المناطق الآمنة» للأغراض الإنسانية. وأخيراً، أعرب القرار عن تقديره لتقرير الرئيسين المشاركين للجنة التوجيهية للمؤتمر الدولي المعني بيوغوسلافيا السابقة، وطلب مواكبة الوضع.
تم تبني القرار بأغلبية 13 صوتاً مع امتناع دولتين عن التصويت من الصين وزيمبابوي. تم تعزيز القرار الحالي بالقرار 820 .

## نظر أيضًا
- تفكك يوغوسلافيا
- الإبادة الجماعية البوسنية
- حرب البوسنة
- حرب الاستقلال الكرواتية
- قائمة قرارات مجلس الأمن التابع للأمم المتحدة 701 إلى 800 (1991-1993)
- الحروب اليوغوسلافية

## روابط خارجية
- نص القرار في undocs.org